# Marcell Jacobs
Marcell Jacobs (El Paso, 1994. szeptember 26. –) olasz olimpiai és Európa-bajnok atléta.

## Élete
Marcell Jacobs az Amerikai Egyesült Államokban született, édesapja amerikai, édesanyja olasz. Kisgyerek volt, amikor szülei elváltak és anyukájával Olaszországba költözött.

## Pályafutása
Iskolás korában kosárlabdázott és focizott, majd gyorsaságát látva edzője az atlétikát javasolta neki. Tízéves korában kezdte a rövidtávfutást, majd 2011-től a távolugrás lett a fő száma. 2013-ban megjavította az 1976 óta fennálló olasz országos junior rekordot 7,75 méteres ugrásával, amivel megnyerte az országos junior bajnokságot. Edzője a korábbi fedettályás világbajnok hármasugró, Paolo Camossi lett. 2016 júniusában az olasz junior bajnokságon 8,48 métert ugrott 2,8 m/s-os hátszélben, ami ugyan egy centivel nagyobb, mint Andrew Howe 2007-ben felállított felnőtt olasz csúcsa, de mivel az engedélyezettnél 0,8 m/s-mal nagyobb volt a hátszele, ezért rekordját nem hitelesítették. Két héttel később megnyerte az országos bajnokságot 7,89 méteres ugrásával. Júliusban részt vett az amsterdami Európa-bajnokságon, ahol döntőbe és végül a 11. helyen végzett 7,59 méteres eredménnyel.
2017 februárjában az olasz fedettpályás bajnokságon 8,07 méteres teljesítménye minden idők harmadik legjobb olasz fedettpályás ugrása. Márciusban részt vett belgrádi fedettpályás Európa-bajnokságon, ahol a selejtezőben elér 7,70 méteres eredményével nem jutott döntőbe. 
Térdproblémái miatt a szezon végével felhagyott a távolugrással, és kis kihagyás után a sprintszámokra kezdett koncentrálni, 2018 májusában már 10,08 másodpercet futott 100 méteren. Ez minden idők negyedik legjobb olasz ideje. Az augusztusi Európa-bajnokságon a selejtezőben futott 10,28-as ideje nem volt elég a továbbjutásra. 2019-ben sikerült javítania egyéni legjobbján, 10,03-as rekordját azonban nem tudta megközelíteni világbajnokságon Dohában, ahol az elődöntő futamban esett ki. A 4×100 méteres váltó tagjaként 38,11 másodperccel új olasz csúcsot futott, és összesítésben a tizedik helyen végeztek.
A 2021-es fedettpályás Európa-bajnokságot 60 méteres futásban új olasz csúccsal, a világ azévi legjobb idejével 6,47 másodperccel nyerte meg. 100 méteres távon májusban sikerült először 10 másodpercen belülre kerülnie 9,95 másodperces idejével, ami új olasz csúcsot jelentett.
A 2021-re halasztott tokiói olimpián a selejtezőben 9,94-gyel nyerte futamát, az elődöntőben 9,84 másodperccel új Európa-csúcsot futott, és a harmadik legjobb időeredménnyel jutott döntőbe. A döntőben nem Jacobs számított esélyesnek, a fogadóirodák 4% körüli esélyt láttak a győzelmére. Az olimpiák történetében első olaszként futhatott ebben a számban döntőt, amelyet 9,80-as eredménnyel újabb Európa-csúccsal megnyert. Ezen az olimpián pár nappal később részt vett a 4×100 méteres váltófutásban is. Az előfutamból 37,95-ös eredménnyel összesítésben a negyedik legjobb idővel jutottak döntőbe, ahol új olasz csúccsal 37,50 másodperces idővel győzni tudtak. Az olimpia záróünnepségén Jacobs volt országa zászlóvivője.
2021 decemberében a La Gazzetta dello Sport az év emberének választotta.
2022 tavaszán Jacobs részt vett a belgrádi fedett pályás világbajnokságon. A 60 méteres távon előfutamát megnyerte, majd az elődöntőből 6,45 másodperces eredményével a legjobb idővel jutott döntőbe. A döntőben a címvédő amerikai Christian Colemannal századra azonos idővel, 6,41 másodperccel végeztek első helyen. Végül megállapították, hogy 3 ezredmásodperc különbséggel Jacobs ért be előbb a célba, eredménye új Európa-rekord. A nyári szabadtéri világbajnokságra esélyesként érkezett, 100 méteren előfutamából 10,04-es idővel jutott tovább, de csípősérülés miatt visszalépett a versenytől. Egy hónappal később 9,95-ös idejével megnyerte a müncheni Európa-bajnokságot a címvédő brit Zharnel Hughes előtt.
A 2023-as fedett pályás Európa-bajnokságon ezüstérmet szerzett a 60 méteres távon. A nyári budapesti világbajnokságon az elődöntőben futott 10,05-ös ideje a 100 méteres versenyszámban nem volt elég a döntőbe jutásra. 4 × 100 méteres váltófutásban ezüstérmes lett.
2024-ben a Rómában rendezett Európa-bajnokságon 10,02-es idővel győzni tudott.

## Egyéni legjobbjai
Szabadtéri rövidtávfutás
| Táv           | Eredmény | Helyszín                    | Időpont            |
| ------------- | -------- | --------------------------- | ------------------ |
| 100 m         | 9,80     | Tokió, Japán                | 2021. augusztus 1. |
| 200 m         | 20,61    | Campi Bisenzio, Olaszország | 2018. május 6.     |
| 4×100 m váltó | 37,50    | Tokió, Japán                | 2021. augusztus 6. |

Fedettpályás rövidtávfutás
| Táv   | Eredmény | Helyszín             | Időpont          |
| ----- | -------- | -------------------- | ---------------- |
| 60 m  | 6,47     | Toruń, Lengyelország | 2021. március 6. |
| 200 m | 22,45    | Ancona, Olaszország  | 2013. február 2. |

Távolugrás
| Kategória    | Eredmény | Helyszín            | Időpont          |
| ------------ | -------- | ------------------- | ---------------- |
| Szabadtéri   | 7,95     | Tunisz, Tunézia     | 2016. június 4.  |
| Fedettpályás | 8,07     | Ancona, Olaszország | 2017. február 4. |